# О.п. 6 км
Остановочный пункт 6 км — железнодорожная станция необщего пользования бывшего Уршельского межотраслевого предприятия промышленного железнодорожного транспорта (по данным на 2009 год — железнодорожного отдела Уршельского стекольного завода) — пятая по значению станция на ведомственной железной дороге Черусти — Уршель.
Станция находится на западе национального парка Мещёра Владимирской области, в 3 км от села Пустоша. На станции 1 путь, платформы уже нет от станции остался только переезд ранее было несколько путей, но по неподтверждённым данным был ликвидирован в 1960-х годах. Остановочный пункт остался но после открытия автобусного сообщения до села в 1970-х остановка была ликвидирована. Теперь тут не останавливаются поезда.